# Gramática de Port-Royal
A Gramática de Port-Royal (título original em francês:  Grammaire générale et raisonnée contenant les fondemens de l'art de parler, expliqués d'une manière claire et naturelle, "Gramática geral e razoada contendo os fundamentos da arte de falar, explicados de modo claro e natural") foi um trabalho pioneiro na área da filosofia da linguagem. Publicado em 1660 por Antoine Arnauld e Claude Lancelot, ela foi a contraparte linguística à Lógica de Port-Royal (1662), e ambas receberam esse nome em referência ao monastério jansenista de Port-Royal-des-Champs onde os seus autores trabalhavam. A gramática foi fortemente influenciada pela Regulae de René Descartes e tem sido utilizada como um exemplo par excellence da linguística cartesiana por Noam Chomsky. O argumento central da gramática é o de que a gramática é um conjunto de processos mentais, que são universais; portanto, a gramática é universal.
Seus criadores propunham um estudo racional e filosófico da linguagem, desenvolvendo um ramo do cartesianismo que não foi explorado pelo próprio Descartes. Voltaire chegou a firmar sobre Arnauld que "persone n`était né avec un espirit plus philosofique" (ninguém nascera com um espírito mais filosófico). Na França, essa gramática contrastava com os estudos linguísticos existentes no século XVII, época em que predominava a preocupação com o bon usage, o "bom uso", que enfatizava o lado estilístico da linguagem, sem maior interesse em conhecer as causas, os fundamentos e a estrutura da linguagem. Claude Favre de Vaugelas foi o maior expoente dessa busca do bon usage com o "Remarques sur la langue française" ("Observações sobre a língua francesa"), de 1647. Também se destacaram nessa linha Gilles Ménage, Olivier Patru e Dominique Bouhours. Vaugelas reclamou contra as afirmações de Lancelot de que o bom uso não tem fundamento racional. Os senhores de Port-Royal, coerentemente, na prática escreviam de modo diferente dos adeptos do bon ou bel usage.
Curiosamente, a escola do bom uso ainda produz os seus efeitos no Brasil, com os alunos sendo treinados para evitarem a repetição de palavras ao escreverem uma redação para não parecer "feio" ou "deselegante" ou sob o argumento de tentar manter o texto mais “conciso”, e lhes é recomendado o uso de sinônimos, o que retira clareza do texto, algo que prejudica a elaboração de um texto na área das ciências humanas, por exemplo, em que palavras como substantivos devem ser repetidos sempre que necessário.
Outra característica marcante da gramática de Port-Royal é que, coerentes com seus princípios teológicos e morais, seus criadores anteciparam-se aos outros educadores religiosos em relação ao expurgo das obras latinas que traduziam. Jean de La Fontaine fala dos expurgos feitos por De Saci em suas traduções, antes mesmo de o jesuíta Joseph de Jouvancy fazê-lo. Justificam tais depurações com o respeito devido à inocência da criança e ao Espírito Santo que nela habita. Beaupuis dizia que é preciso transmitir aos educandos os valores da cultura clássica, mas sem seus vícios e imoralidades.
Essa prática inaugurada em Port-Royal permanece em uso no Brasil, e é equivocadamente confundida com outro conceito, o de politicamente correto, como podemos constar, por exemplo, em matéria realizada pelo jornal Zero Hora.